# Absolutely Live (Rod Stewart)
Absolutely Live è il primo album live di Rod Stewart, pubblicato in doppio vinile nel novembre 1982 dalla Warner Bros.
È stato ristampato in CD nel 1989 con due tracce in meno.

## Tracce CD 1989
1. The Stripper – 0:12
2. Tonight I'm Yours – 4:01
3. Sweet Little Rock & Roller – 4:03
4. Hot Legs – 4:13
5. Tonight's the Night (Gonna Be Alright) – 3:58
6. Passion – 5:04
7. She Won't Dance With Me/Little Queenie – 4:44
8. You're in My Heart (The Final Acclaim) – 4:34
9. Rock My Plimsoul – 4:24
10. Young Turks – 5:05
11. Gasoline Alley – 2:14
12. Maggie May – 5:03
13. Tear it Up – 3:14
14. Da Ya Think I'm Sexy? – 5:37
15. Sailing – 4:27
16. I Don't Want to Talk About It – 4:28
17. Stay With Me – 5:14

## Tracce LP 1982
1. The Stripper – 0:12
2. Tonight I'm Yours – 4:10
3. Sweet Little Rock & Roller – 4:29
4. Hot Legs – 4:49
5. Tonight's the Night (Gonna Be Alright) – 4:09
6. The Great Pretender – 3:49
7. Passion – 5:47
8. She Won't Dance With Me/Little Queenie – 4:56
9. You're in My Heart (The Final Acclaim) – 5:25
10. Rock My Plimsoul – 4:51
11. Young Turks – 5:21
12. I Guess I'll Always Love You – 4:55
13. Gasoline Alley – 2:16
14. Maggie May – 5:07
15. Tear it Up – 3:24
16. Da Ya Think I'm Sexy? – 6:18
17. Sailing – 4:41
18. I Don't Want to Talk About It – 4:35
19. Stay With Me – 5:27

Durata totale: 84:41

## Classifiche
| Classifica (1982) | Posizione massima |
| ----------------- | ----------------- |
| Australia         | 41                |
| Austria           | 19                |
| Canada            | 30                |
| Francia           | 10                |
| Germania          | 33                |
| Norvegia          | 22                |
| Nuova Zelanda     | 22                |
| Paesi Bassi       | 23                |
| Regno Unito       | 35                |
| Stati Uniti       | 46                |
| Svezia            | 44                |